# Olivier Ntcham
Oliver Jules Ntcham, född 9 februari 1996, är en fransk-kamerunsk fotbollsspelare som spelar för Samsunspor.

## Klubbkarriär
Ntcham värvades 2012 av Manchester City från franska Le Havre. I juli 2015 skrev han på ett femårskontrakt med Manchester City innan han blev utlånad till italienska Genoa, på ett tvåårigt låneavtal. Han debuterade i Serie A den 23 augusti 2015 i en 1–0-förlust mot Palermo.
Den 12 juli 2017 värvades Ntcham av skotska Celtic, där han skrev på ett fyraårskontrakt. Ntcham debuterade i Scottish Premiership den 5 augusti 2017 i en 4–1-vinst över Hearts. Den 1 februari 2021 lånades Ntcham ut till Marseille på ett låneavtal över resten av säsongen 2020/2021.
Den 1 september 2021 värvades Ntcham av Championship-klubben Swansea City, där han skrev på ett treårskontrakt. Den 7 augusti 2023 värvades Ntcham av turkiska Samsunspor, där han skrev på ett treårskontrakt.

## Landslagskarriär
I november 2022 blev Ntcham uttagen i Kameruns trupp till VM 2022.